# DHC Slavia Praha
DHC Slavia Praha je pražský ženský házenkářský klub. Je dlouhodobě jedním z nejúspěšnějších týmů nejvyšší domácí soutěže, kde pravidelně bojuje o nejvyšší příčky. Účastní se spojené české a slovenské soutěže s názvem WHIL. V roce 2023 získal zlaté medaile v národním play-off, když ve finále porazil DHK Baník Most. Stejnému soupeři v březnu 2023 podlehl ve finále domácího poháru 24:25.

## Týmové úspěchy
- Mistr republiky – 1925/26, 1928/29, 1932/33, 1934/35 – národní házená (ženy)
- 1924/25, 1925/26, 1941/42 – národní házená (muži)
- 1959/60, 1990/91, 1992/93 – Československo
- 1993/94, 1998/99, 1999/00, 2000/01, 2001/02, 2006/07, 2009/10 2022/2023 - Česká republika
- Vítěz WHIL 2009/10
- Finalista PMEZ 1960/61
- Semifinalista Poháru EHF 2000/01
- Vítěz Národní Play-Off 2023

## Historie
Oddíl házené byl založen v rámci SK Slavia Praha dne 10. září 1919. Úvodní období činnosti bylo korunováno titulem mistra republiky v sezoně 1925/26. Mistrem se ženy SK Slavia dále staly v letech 1929, 1933 a 1935. V této době byla Slavia hlavním dodavatelem žen do reprezentačních družstev Čech a Moravy a ČSR. Následně však přišel ústup ze slávy a zlepšení nastalo až v roce 1949 postupem do I. ligy. V roce 1952 skončilo družstvo na 3. místě a od tohoto roku také přešla SK Slavia na mezinárodní házenou – handball. Roku 1960 slavil tým opět mistrovský titul, avšak na ten následující musel čekat dlouhých 31 let. Během 70. a 80. let družstvo žen nedosahovalo významných výsledků a pohybovalo se mezi národní a I. ligou. Od roku 1988 nastal obrat a SK Slavia se stala pravidelným účastníkem české nejvyšší soutěže.
V ní se pohybuje pravidelně na medailových příčkách a v ročnících 1990/91, 1992/93, 1993/1994, 1998/1999, 1999/2000, 2000/01, 2001/02, 2006/07 a naposledy 2009/10 oslavila titul mistra republiky. V roce 2009/10 vyhrála jako první český klub v historii prestižní WHIL (společná česko-slovenská interliga).

## Domácí soutěž
| Ročník  | Umístění |
| ------- | -------- |
| 2008/09 | 3. místo |
| 2007/08 | 3. místo |
| 2006/07 | 1. místo |
| 2005/06 | 2. místo |
| 2004/05 | 3. místo |
| 2003/04 | 2. místo |
| 2002/03 | 2. místo |
| 2001/02 | 1. místo |
| 2000/01 | 1. místo |
| 1999/00 | 1. místo |
| 1998/99 | 1. místo |
| 1997/98 | 2. místo |